# Naftna industrija Srbije
Naftna industrija Srbije ili skraćeno NIS najveća je srpska naftna kompanija.
Osnovna djelatnost ove kompanije je eksploatacija plina i nafte u Srbiji (pretežno u Vojvodini). Sjedište je u Novom Sadu. 

## Povijest
Odlukom Vlade FNRJ, 10. veljače 1949. osnovan je Naftagas kao poduzeće za istraživanje i proizvodnju nafte i plina.
Javno poduzeće Naftne industrije Srbije (JP NIS) osniva se 31. prosinca 1991. U okviru JP NIS posluju:
- NIS-Naftagas
- NIS-Energogas
- NIS-Rafinerija nafte Pančevo (RNP)
- NIS-Rafinerija nafte Novi Sad (RNS)
- NIS-Rafinerija nafte Beograd (RNB)
- NIS-Fabrika maziva Kruševac (FAM)
- NIS-Jugopetrol
- NIS-Naftagas promet
- NIS-Inženjering

Odlukom Vlade Republike Srbije, 01. listopada 2005. JP NIS se transfora u Dioničko društvo za istraživanje, proizvodnju, preradu, distribuciju i promet nafte i naftnih derivata i istraživanje i proizvodnju prirodnog plina NIS a.d. Novi Sad. Ovom odlukom NIS a.d. sastoji se od četiri ogranka.

## Struktura
- NIS-Naftagas
- NIS-Petrol, koji objedinjuje dijelove: NIS-Rafinerija nafte Pančevo, NIS-Rafinerija nafte Novi Sad, NIS-Jugopetrol i NIS-Naftagas promet;
- NIS-TNG, u čijem sastavu su organizacijski dijelovi NIS-Gasa, NIS-Energogasa i NIS-Jugopetrola koji su se bavili prometom tekućega plina u bocama i prometom auto-plina;
- NIS-Ugostiteljstvo i turizam, u čiji sastav ulaze ugostiteljski objekti, restorani i hoteli iz svih dosadašnjih dijelova Kompanije.

## Privatizacija
Prvi korak u restruktuiranju i pripremi za privatizaciju naftne industrije u Republici Srbiji bilo je osnivanje JP NIS, kao i transformacija u dioničko društvo. NIS je trenutno preoblikovan u dioničko društvo s 51% dionica u vlasništvu ruskoga Gazproma, 30% u vlasništvu države i 19% u vlasništvu građana.

## Vanjske poveznice
- Službena web stranica NIS a.d.  Arhivirana inačica izvorne stranice od 14. travnja 2009. (Wayback Machine)